# Яворів (зупинний пункт)
Я́ворів — пасажирський залізничний зупинний пункт Івано-Франківської дирекції Львівської залізниці на лінії Стрий — Івано-Франківськ між станціями Долина (5 км) та Болехів (8 км). Розташований поблизу села Яворів Калуського району Івано-Франківської області.

## Пасажирське сполучення
Приміське сполучення здійснюється  двома парами дизель-поїздів сполученням Стрий — Івано-Франківськ.